# Lore Trittner
Eleonore Trittner, detta Lore (Vienna, 8 luglio 1939), è una nuotatrice austriaca.
Specializzata nel dorso, ha partecipato ai Giochi di Roma 1960, gareggiando nei 100m dorso.